# Strooiwagen

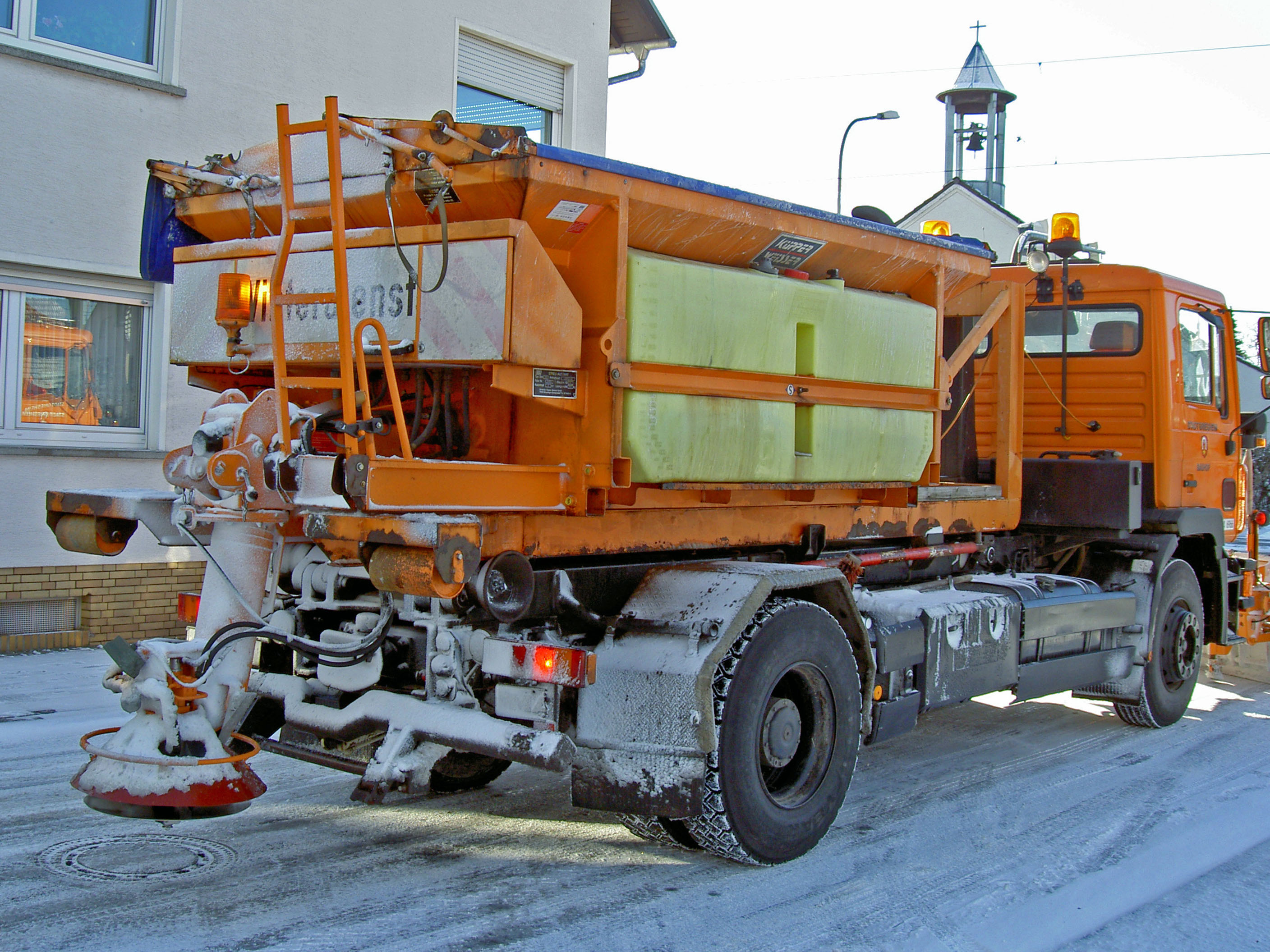
Strooiwagen

Een strooiwagen is een vrachtwagen die gebruikt wordt voor gladheidbestrijding door middel van het strooien van strooizout. Veel strooiwagens zijn geschikt voor het monteren van een sneeuwploeg aan de voorkant.
Doorgaans wordt een kiepwagen, een vrachtwagen of bestelbus met platte laadbak of haakarmwagen gebruikt als strooiwagen. De zoutstrooier wordt op de wagen geplaatst zodra er gestrooid moet worden.
Een strooiwagen is ook een wagen waarmee men zijn gazon kan bemesten.

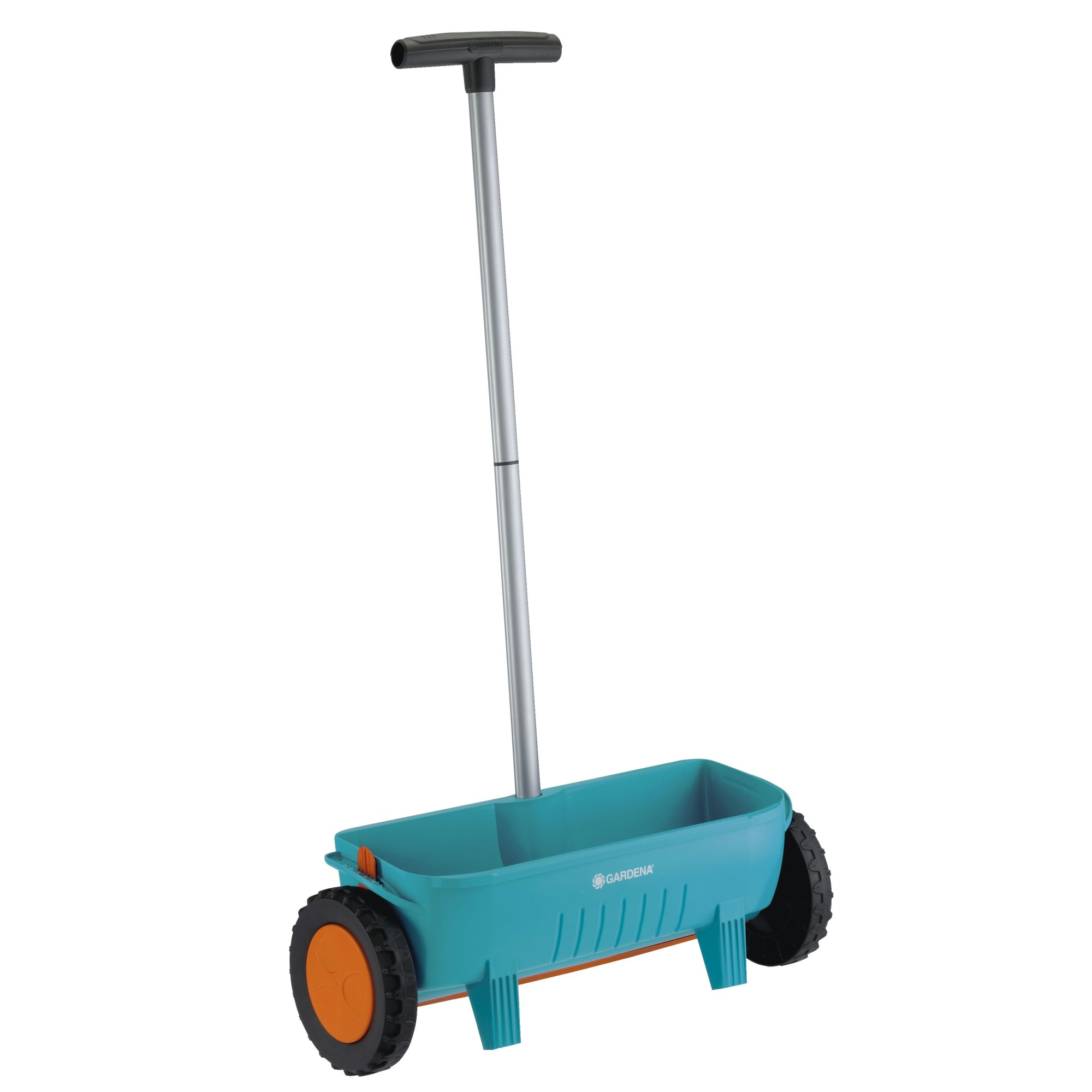